# Kazenski pregon
.
Kazenski pregon je dejavnost nekaterih članov vlade, ki organizirano delujejo za uveljavljanje zakona z odkrivanjem, odvračanjem, rehabilitacijo ali kaznovanjem ljudi, ki kršijo pravila in norme, ki urejajo to družbo.  Čeprav izraz zajema policijo, sodišča in popravne ustanove, se najpogosteje uporablja za tiste, ki neposredno sodelujejo v patruljah ali nadzoru, da bi odvrnili in odkrili kriminalne dejavnosti, in tiste, ki preiskujejo kazniva dejanja in prijemajo storilce kaznivih dejanj , nalogo, ki jo običajno opravijo policija, šerif ali druga organizacija pregona.
Sodobni državni zakoniki uporabljajo izraz mirovni častnik ali uslužbenec organov odkrivanja in pregona, da vključuje vsako osebo, ki ji država daje zakonodajno pooblastilo ali pristojnost, tradicionalno vsakogar, ki je "zaprisežen ali podpisan", ki lahko aretira ali katerega koli javnega uradnika, pooblaščenega z zakonom, da pridržati, je katera koli oseba zaradi kršitve kazenskega prava vključena v krovni izraz kazenskega pregona.

## Organizacije
Čeprav se organi kazenskega pregona morda najbolj ukvarjajo s preprečevanjem in kaznovanjem kaznivih dejanj, obstajajo organizacije, ki odvračajo od številnih nekazenskih kršitev pravil in norm, do katerih pride z nalaganjem manj hudih posledic, kot je pogojna kazen.
Večino organov kazenskega pregona izvaja neka vrsta organov pregona, pri čemer je ta naloga najbolj tipična za agencijo policije. Socialne naložbe v izvrševanje prek takšnih organizacij so lahko velike tako glede sredstev vloženih v dejavnost, kot tudi glede števila ljudi, ki so poklicno angažirani za izvajanje teh funkcij.
V nekaterih primerih se lahko pristojnost med organizacijami prekriva; na primer v ZDA ima vsaka država svoje organe pregona, vendar Zvezni preiskovalni urad lahko deluje proti nekaterim vrstam kaznivih dejanj, ki se zgodijo v kateri koli državi. Različni specializirani segmenti družbe imajo lahko svoje notranje ureditve kazenskega pregona. Na primer, vojaške organizacije imajo lahko vojaško policijo.